# 特氏樹鬚魚
特氏樹鬚魚為輻鰭魚綱鮟鱇目棘茄魚亞目鬚角鮟鱇科的其中一種，發現於中西太平洋班達海海域，屬深海魚類，棲息深度1500公尺，體長可達3.8公分，生活習性不明，不具任何經濟價值。

## 擴展閱讀
維基物種上的相關：特氏樹鬚魚